# Themira paludosa
Themira paludosa är en tvåvingeart som beskrevs av Elberg 1963. Themira paludosa ingår i släktet Themira och familjen svängflugor.
Artens utbredningsområde är Estland. Enligt den finländska rödlistan är arten nära hotad i Finland. Arten har ej påträffats i Sverige. Artens livsmiljö är öppna mellankärr. Inga underarter finns listade i Catalogue of Life.